# Mercedes la Ilusión
Mercedes la Ilusión är en ort i Mexiko.   Den ligger i kommunen El Bosque och delstaten Chiapas, i den sydöstra delen av landet, 700 km öster om huvudstaden Mexico City. Mercedes la Ilusión ligger 1 005 meter över havet och antalet invånare är 266.
Terrängen runt Mercedes la Ilusión är bergig åt sydost, men åt nordväst är den kuperad. Runt Mercedes la Ilusión är det ganska tätbefolkat, med 134 invånare per kvadratkilometer. Närmaste större samhälle är Simojovel de Allende, 16,0 km norr om Mercedes la Ilusión. I omgivningarna runt Mercedes la Ilusión växer i huvudsak städsegrön lövskog.